# Juan-Eduardo Cirlot Laporta
Juan-Eduardo Cirlot Laporta (Barcelona, 9 d'abril de 1916 –11 de maig de 1973) fou un poeta, crític d'art, hermeneuta, mitòleg i músic català.

## Biografia
Fou fill del militar Juan Cirlot Nieto (1886-1962) i de María Laporta Blanco (1894-1972), de família originària de Portbou i Colera. Juan-Eduardo Cirlot va néixer al carrer Girona núm. 2, de Barcelona. Estudià el batxillerat amb els jesuïtes del carrer de Casp, i treballà en una agència de duanes i al Banco Hispanoamericano. El 1937 fou mobilitzat per a lluitar per la República, i a començaments de 1940 fou mobilitzat altre cop, però per al bàndol franquista. Romangué a Saragossa fins a 1943. Allà freqüentà el cercle intel·lectual i artístic de la ciutat i es relacionà amb el pintor Alfonso Buñuel -germà de Luis Buñuel-, amb qui traduí poemes de Paul Éluard, André Breton i Antonin Artaud. Llegí aleshores molts llibres i revistes d'art d'avantguarda.
A l'estiu del 1943 va tornar a Barcelona per a treballar al Banco Hispanoamericano i va conèixer el novel·lista Benítez de Castro, qui el va introduir en el periodisme com a crític d'art. L'11 d'agost de 1947 es casa amb Gloria Valenzuela i comença a treballar a la llibreria editorial "Argos". Compon música i tracta els artistes del grup Dau al Set. El 21 d'octubre de 1948 estrena el seu Preludio a l'Ateneu Barcelonès. El 1949 neix la seva filla Lourdes i entra a formar part de la revista Dau al set. A l'octubre viatja a París i coneix André Breton en persona. S'edita Ígor Stravinski, el seu primer assaig. El 1951 comença a treballar a l'editorial Gustavo Gili, on romandrà fins a la mort, i inicia la tasca com a col·leccionista d'espases antigues.
Entre 1949 i 1954 coneix i tracta l'etnòleg i musicòleg alemany Marius Schneider a Barcelona i és iniciat per aquest en la ciència de la simbologia. Josep Gudiol i Ricart l'inicia també en l'estudi de l'art gòtic. El 1954 apareix El ojo en la mitología. Su simbolismo. Neix la seva filla Victoria i entra a formar part de l'Acadèmia del Faro de San Cristóbal. El 1958 comença a escriure col·laboracions a Goya, Papeles de Son Armadans, i altres revistes literàries, i apareix la seva obra més famosa i internacional, el Diccionario de símbolos tradicionales, a l'editorial Luis Miracle.
Segueixen uns anys d'intensa activitat com a crític i conferenciant. El 1962 mor el seu pare i es publica en anglès el seu diccionari amb el títol A Dictionary of Symbols, amb pròleg de Herbert Read. El 1963 trenca amb Antoni Tàpies, del qual havia escrit diversos llibres i articles. El 1966 veié la pel·lícula El senyor de la guerra de Franklin J. Schaffner, que tant repercutirà en la seva obra poètica. El 1971 emmalalteix de càncer de pàncrees, és operat, però l'11 de maig de 1973 mor a la seva casa del carrer Herzegovino de Barcelona.

## Anàlisi
Juan-Eduardo Cirlot s'adscriví cap als anys 1940 a l'escola surrealista i al dadaisme, per a assumir després una tradició espiritualista de molts llargs horitzons (la Càbala, el sufisme i els estudis orientals) d'anhel universal. D'aquí prové el seu interès per la simbologia, que imbuirà tota la seva activitat literària i la seva important tasca com a crític d'art.
Com a membre de Dau al Set, fou col·laborador de Joan Brossa i Antoni Tàpies, per bé que aviat es distanciaren. Feu importants estudis sobre simbologia i hermenèutica medieval, reuní una important col·lecció d'espases i la seva copiosa i variada producció poètica —més de cinquanta llibres— es mantingué allunyada i independent dels corrents que dominaren la poesia de postguerra a causa de la seva obscuritat y hermetisme; darrerament, malgrat tot, la seva figura no cessa de revaloritzar-se a través de contínues revisions, reedicions, aparicions d'obres inèdites i homenatges. El més conegut de la seva obra és la fase de la seva evolució poètica centrada en l'actriu Rosemary Forsyte, que encarna a Bronwyn en la pel·lícula El senyor de la guerra (1966) de Franklin J. Schaffner, i inspirà la fase permutacional de la seva poesia.
Com a poeta la seva escriptura gaudeix de jocs lúdics i malabarismes lèxics dins d'un to general d'elegia. Hi ha ressons de les quimeres avantguardistes. Quant a la seva hermètica idea de la poesia, Cirlot la formulà el 1968 amb aquestes paraules:
| « | Si publico pocs exemplars és perquè crec que en l'actualitat és molt difícil o gairebé impossible interessar amb una poètica nova, sobretot si aquesta versa sobre experiències espirituals i no sobre problemes de la massa. La humanitat vol convertir als poetes en periodistes, agents de publicitat o sacerdots, gèneres molt distints i respectables en diversos graus. Però el poeta no és res d'això. És tan sols algú que respon a preguntes formulades per quelcom que s'assembla al no res. I la seva veu té ressonància que no podria evitar encara que volgués. A això se li diu hermetisme. | » |

Cirlot conreà també l'aforisme al seu llibre Del no mundo (1969), on pot rastrejar-se el seu pensament fins a les fonts de Nietzsche i Lao Tse. El 1986 es publicà l'inèdit El mundo del objeto a la luz del surrealismo que, escrit el 1953, s'avança als corrents conceptuals de les últimes dècades i que segueix essent referència essencial per a professors i estudiosos de l'univers de l'objecte artístic. El 1988 es publica 88 sueños, col·lecció completa dels somnis transcrits per Cirlot publicada parcialment a la revista catalana Dau al Set i que mostren la importància que per a la seva formació tingué el segell del surrealisme.
Com a erudit és conegut internacionalment pel seu Diccionario de símbolos, que segueix reeditant-se amb èxit en l'estela de simbòlegs com Carl Gustav Jung, Mircea Eliade, Gaston Bachelard, René Guénon i Gilbert Durand.
El mes d'octubre de 2009 la seva filla Victòria Cirlot va donar l'arxiu personal de l'artista al fons documental del Museu Nacional d'Art de Catalunya per al seu estudi i anàlisi. Va ser dipositat per les seves filles, Lourdes i Victoria Cirlot. Aplega documentació relacionada amb el seu procés de treball, notes i reflexions sobre literatura i art, la seva correspondència, originals dels seus poemes, material sobre teoria estètica i publicacions. L'Arxiu Cirlot abraça els anys compresos entre el 1958 i el 1972, i aporta una valuosa informació sobre la seva personalitat.

## Obres

### Poemaris
- Canto de la Vida muerta (1946)
- Donde las lilas crecen (1946)
- El palacio de plata (1955)
- Cuarto canto de la vida muerta y otros fragmentos (1961)
- Regina tenebrarum (1966)
- Bronwyn (1967)
- Cosmogonía (1969)
- Orfeo (1970)
- 44 sonetos de amor (1971)
- Variaciones fonovisuales (1996)
- En la llama. Poesía (1943-1959) (2005)

### Assaigs
- Diccionario de los ismos (1949)
- Ferias y atracciones (1950)
- El arte de Gaudí (1950)
- La pintura abstracta (1951)
- El estilo del siglo XX (1952)
- Introducción al surrealismo (1953)
- El mundo del objeto a la luz del surrealismo (1953)
- El Ojo en la Mitología: su simbolismo (1954)
- El espíritu abstracto desde la prehistoria a la Edad Media (1965)
- Diccionario de símbolos (1968)
- Del no mundo : Aforismos (1969)
- 88 sueños; Los sentimientos imaginarios y otros artículos (1988)
- Confidencias literarias (1996)

## Exposicions
- 2011- Arts Santa Mònica.[4]
- 2017 - Fundació Vila Casas (Espai Volart 2).[5]